# Pecorino di Pienza stagionato in barriques
Il pecorino di Pienza stagionato in barriques è un formaggio a pasta dura ottenuto da latte di pecora, caglio, sale e fermenti lattici. 
Il formaggio è inserito nella lista dei prodotti agroalimentari tradizionali toscani (PAT). Altri formaggi denominati genericamente come "pecorino di Pienza" non dispongono di alcun riconoscimento o denominazione, e non devono essere confusi con il pecorino toscano DOP. 

## Caratteristiche
Il pecorino di Pienza stagionato in barriques è confezionato in forme tonde a facce piane, con un diametro di 12-16 cm e un'altezza dello scalzo di 5-12 cm, e una crosta liscia di colore bianco con sfumature violacee. Il formaggio è di colore bianco tendente al giallo paglierino, con un sapore intenso dal retrogusto tannico e di vinaccia conferito dalla stagionatura nelle barriques. Le forme hanno un peso compreso tra 0,9 e 1,6 kg.

## Produzione
Per la produzione del formaggio, viene utilizzato il latte pastorizzato delle pecore di razza sarda allevate allo stato semibrado.
La cagliata, prodotta a seguito della coagulazione del latte filtrato a cui sono aggiunti i fermenti lattici e il caglio vitellino, viene rotta con il frangicagliata e versata negli appositi stampi. Le caciotte vengono quindi sottoposte ad acidificazione e spurgo, e infine salate a secco.
La stagionatura, all'interno di barriques di rovere, deve durare almeno 90 giorni.

## Zona di produzione
La zona di produzione del pecorino di Pienza stagionato in barriques include l'intera provincia di Siena, principalmente Montefollonico, frazione di Torrita di Siena.